# Xylopia calophylla
Xylopia calophylla R.E.Fr. – gatunek rośliny z rodziny flaszowcowatych (Annonaceae Juss.). Występuje naturalnie w Wenezueli, Kolumbii, Ekwadorze, Peru, Boliwii oraz Brazylii (w stanach Amazonas, Pará i Rondônia). 

## Morfologia
PokrójZimozielone drzewo dorastające do 12–19 m wysokości. Gałęzie mają kolor od pomarańczowoczerwonego do purpurowobrązowego. Młode pędy są owłosione.
LiścieMają kształt od eliptycznego do podłużnego. Mierzą 8–12 cm długości oraz 3–4 szerokości. Nasada liścia jest rozwarta. Wierzchołek jest spiczasty. Ogonek liściowy jest nagi i dorasta do 5–6 cm długości.
KwiatySą zebrane po 2–3 w pęczkach. Rozwijają się w kątach pędów.
OwoceZłożone z 4–8 rozłupni. Mają elipsoidalny kształt. Osiągają 15–17 mm długości oraz 9–11 mm średnicy.

## Biologia i ekologia
Rośnie w wiecznie zielonych lasach i w lasach liściastych. Występuje na terenach nizinnych.